# Ojos del Salado
Ojos del Salado (plným názvem Nevado Ojos del Salado) je s 6893 m druhým nejvyšším vrcholem západní polokoule, nejvyšší horou Chile a zároveň nejvyšším aktivním vulkánem na Zemi. Hora se nachází v severní části Chile na hranicích s Argentinou nedaleko od východní hranice pouště Atacama.

## Klimatické podmínky

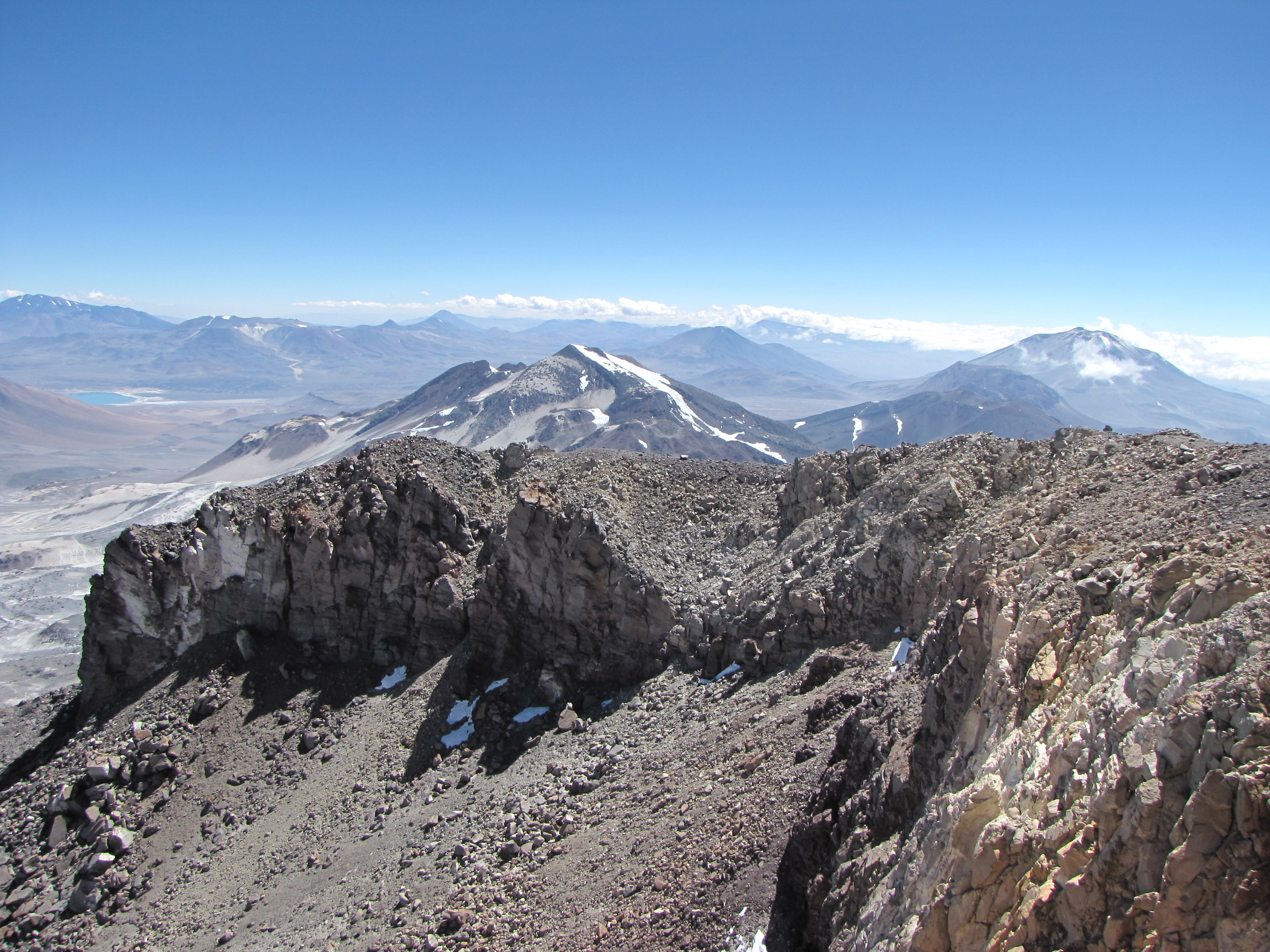
Pohled z vrcholu na kráter

Vzhledem k blízkosti pouště je oblast, v níž se sopka nachází, velmi suchá, a tak i přes velkou nadmořskou výšku bývají svahy hory pokryty sněhem pouze v zimním období.